# エティエンヌ・チセケディ
エティエンヌ・チセケディ・ワ・ムルンバ（Étienne Tshisekedi wa Mulumba、1932年12月14日 - 2017年2月1日）は、コンゴ民主共和国（ザイール）の政治家。民主社会進歩連合(UDPS)党首。ルバ人。一貫して非武装の民主運動家として活動し、1991年、1992年-1993年、1997年の三度、ザイール共和国の国家第一委員（首相格）に就任した。息子は第5代コンゴ民主共和国大統領のフェリックス・チセケディ。

## 略歴
チセケディは1932年、当時のベルギー領コンゴの東カサイ州・ルルアブール（現カナンガ）に生まれた。1960年にロヴァニウム大学に入学し、1961年にはレオポルドヴィル（現キンシャサ）にあるロヴァニウム大学の法科大学院を卒業した。1961年にEDNAの学長を務めた。1960年代から1970年代にかけてチセケディはモブツ政権に参加したが、1979年にモブツ政権を批判しはじめ、1980年には政府から放逐された。
1965年には、マニフェスト・デ・ラ・ネスレ、ジャスティン・ボンボコ、モブツ・セセ・セコらと革命大衆運動を設立した。1967年にはザイールの憲法の立案に参加した。
1980年、コンゴ国民議会が崩壊し、チセケディはザイールの国会議員を務める。
1982年2月15日に民主社会進歩連合(UDPS)を結党し、以後も政府批判を続けた。モブツ政権の権力が揺らぎ始め、1990年にモブツが複数政党制民主主義の導入を表明すると、チセケディはキリスト教民主連合のフェルディナンド・ンゴモ・ンガブや社会キリスト教民主党のジョゼフ・イレオらと神聖同盟を結成し、1991年には神聖同盟が優勢である国民会議が新政権として発足し、チセケディは1991年9月29日にザイール共和国首相に選出された。
しかし、モブツは権力を手放さず、1991年11月1日、チセケディはモブツにより首相を解任された。これに反対した国民会議は暫定政権を樹立し、1992年8月15日、再びチセケディを首相に選出。モブツはこれを認めず、12月11日に現政府の機能をそのまま引き継ぐ理事会を発足させ、ザイールには二つの政府が並立する状態となった。1993年3月18日、チセケディはモブツの圧力により再び辞任せざるを得なくなった。後任首相にはモブツによってフォスタン・ビリンドワが任命されたがチセケディはこれを違法として認めず、1994年まで対抗政府首相を自称した。
1997年4月2日、ローラン・カビラの率いる反政府勢力が首都キンシャサに迫ると、チセケディは三度目の首相に就任したが、カビラはそれを認めず、4月9日に首相職を退いた。
2003年には、コンゴ民主共和国暫定政府の参加を拒否し、デモを扇動し、ボイコットし、12月18日、第三共和制の確立に関わった。
カビラ政権が成立すると当初は融和的な姿勢を見せたが、カビラが政党を禁止し独裁を始めると再び政府批判を開始した。2006年の大統領選挙では、ジョゼフ・カビラ大統領を独裁的であるとして批判し、選挙をボイコットした。
そして、2011年、チセケディはコンゴ民主共和国大統領宣言を行った。2012年には、キリスト教民主党などのいくつかの政党に参加した。
2017年2月1日、ベルギー・ブリュッセルにて肺塞栓症のために死去した。84歳没。